# Love & Lies
Love & Lies war eine philippinische Drama-Fernsehserie, die vom 8. April 2013 bis zum 7. Juni 2013 auf GMA Network ausgestrahlt wurde.

## Handlung
Marineoffizier, lebt Edward Galvez ein perfektes Leben mit seiner Frau Cathy. Als Cathy zu einer reichen Familie gehörte, waren ihre Eltern gegen sie eine Beziehung mit einem bloßen Soldat mit. Doch wegen Edwards Ausdauer, Cathys Eltern nahmen ihn schließlich als ihr Sohn-in-law.
Trotz seiner Arbeit nicht beeinträchtigt Edward nicht seine Zeit mit seiner Familie. Er legt seine Familie und seine Frau an der Spitze seiner Prioritäten. Im Gegenzug unterstützt Cathy ihn bei jedem Schritt des Weges. Er begnügt sich eine einfache, aber ruhiges Leben mit seiner Frau und Freunden zu leben. Jedoch ändert sich alles, als er zugewiesen bekommt eine Marineoperation zur Speerspitze und es erleidet einen Unfall. Da er der Anführer der Operation ist, nimmt Edward volle Verantwortung für die Tragödie. Aufgrund dessen, was passiert ist, die Geliebte des Opfers, schwört Ricardo das Leben schwer zu machen Edward.
Während der Betrachtung der Service beim Verlassen wird Edwards Frau entführt. Er wird denken, dass Ricardo der Drahtzieher der Entführung, weil er glaubt, dass er eine Vendetta führt. Mit Hilfe der Polizei und sein bester Freund Gabby, werden sie versuchen, für Ricardo zu sehen, so dass sie einen Vorsprung bekommen können, wo Cathy ist. Bei dem Verfahren zur Ricardo von der Suche, Kreuze Edward Weg mit Ricardos Schwester, Denise. Sie sucht auch für seinen Bruder. Allerdings, wenn sie endlich eine Führung bekommen, wo Ricardo ist, finden sie ihn tot und Cathy ist nirgends zu finden. Edward wird entschlossener bei der Suche nach seiner Frau, während Denise schwört, um herauszufinden, wer seinen Bruder getötet.
An einem gewissen Punkt in der Geschichte, ist Edward eingerichtet und wird zum Hauptverdächtigen in seiner Frau Verschwinden. Edward bestreitet die Behauptung, und es ist nur Denise, der glaubt, in ihm.
Edward wird mehr und mehr entschlossen, bei der Suche nach seiner Frau zu beweisen, dass er nichts mit der Entführung zu tun hat. Während er sucht, wird er auch von der Polizei gejagt. Denise glaubt Edward unschuldig ist und bleibt bei ihm alles gründlich aus. Denise verlässt nie von seiner Seite und beginnt für Edward zu fallen.

## Hintergrund
Die erste Episode der Serie hatte seine Premiere am 8. April 2013 auf GMA Network. Für die Serie wurden einige Stars der philippinischen Film- und Fernsehwelt gecastet. Nicht nur Richard Gutierrez, der die Hauptrolle übernahm, ist zu sehen. Die weibliche Hauptrollen übernahmen Bela Padilla und Michelle Madrigal, die beide schon früher mit Gutierrez zusammengearbeitet haben. Regie führten Mark Reyes.

## Besetzung
| Schauspieler         | Rolle                  |
| Lloyd Samartino      | Ramon Alcantara        |
| Lara Melissa de Leon | Consuelo Alcantara     |
| Bobby Andrews        | Jose Lorde Villamor    |
| Lovely Rivero        | Tiya Berta             |
| Luz Valdez           | Rosa Galvez            |
| Miguel Tanfelix      | Marco Salvador         |
| Jeric Gonzales       | Ryan Alcantara         |
| Thea Tolentino       | Marissa Rivero         |
| Neil Ryan Sese       | Ricardo Salvador       |
| Gerard Pizarras      | Ka Fredo               |
| Ian de Leon          | Gardo Mendoza          |
| Shyr Valdez          | Rosanna Rivero-Mendoza |
| Aicelle Santos       | Ligaya Salvador        |
| Alessandra de Rossi  | Stella Perez / Shaina  |
| Isay Alvarez-Seña    | Danila Alcantara       |